# حسينية (قرية)
قرية حسينية هي إحدى القرى المحتلة والمدمرة التابعة لمركز مسعدة التابع لمحافظة القنيطرة في هضبة الجولان بجنوب غرب سوريا.
تتبع ناحية مسعدة (311 ن عام 1967-490 م)، تقع على الحافة الشرقية بمنخفض الحولة، شمال وادي عين التينة مباشرة، أراضيها بازلتية، وتربتها بنيّة خصبة، إلى الجنوب الغربي من بلدة مسعدة بمسافة 23 كم، وتبعد 2 كم إلى الجنوب من بلدة حفر. وجد فيها جداران حجريان مبنيان بحجارة منحوتة، يبدو أنها استخدمت غير مرة. تزرع الحبوب والبقول والذرة وأشجار التين بعلاً، وتربى فيها الأغنام والأبقار. وتشتهر بزراعة البسط والنطاقات الصوفية، وتشرب من مياه ينابيع وادي الفاجر.